# الأدب الملتزم
يُعرف الأدب الملتزم(French: littérature engagée) بأنه نهج للمؤلف أو الشاعر أو الروائي أو الكاتب المسرحي أو الملحن الذي يلتزم بعمله للدفاع عن وجهة نظر أخلاقية أو سياسية أو اجتماعية أو أيديولوجية أو دينية أو تأكيدها، غالبًا من طريق أعمالهم. ويُعرّف أيضًا بنحو أوسع بأنه من طريق تدخله المباشر على أنه «مثقف»، في الشؤون العامة (كرولي 2018).
تاريخيًا، يُقال إن العمل حقق مكانة الالتزام عندما يكون له تأثير اجتماعي سياسي للدفاع عن وجهة النظر المذكورة أعلاه أو تأكيدها. ويحقق هذه الحالة عندما يجري التعرف على أهمية موضوع معين، ويكون له «تفاعل مفتوح مع التاريخ» (غازيوريك وجيمس 2012 صفحة 613).  ويُعرّف أيضًا على أنه مؤلف أو مؤلف موسيقي أو شاعر أو كاتب أو كاتب مسرحي ينحاز إلى جانب من أجل اتخاذ إجراء (باترسون 2015). 
إضافةً إلى ذلك، قيل إن الأدب الملتزم قد ارتفع إلى الشعبية داخل الأوساط الاشتراكية في الخمسينيات مما يتوافق مع خصائص الحركات السياسية القوية ( كان طه حسين في يونيو 1947 أول من استخدم هذا المصطلح في مجلة ليس تيمبس موديرنز، وبالإنجليزية مودرن تايمز ). ثم جرى توجيه هذا المفهوم بعد فترة قصيرة من قبل بعض الكتاب الوجوديين مثل جان بول سارتر الذي استكشف التعريف في عمله «ما الأدب؟»، والمجلة الأدبية اللبنانية «الآداب»، بوصفها أحد أتباع هذا النهج.

## سارتر والأدب الملتزم
ارتبط الأدب الملتزم، منذ منتصف القرن العشرين تاريخيًا بسارتر الوجودي، وخاصة بعمله «ما الأدب؟» (1948)، بحسب (كرويلي، 2018)، في أعقاب الحرب العالمية الثانية، عمل جان بول سارتر على تحديد الدور والغرض والمفهوم العام للأدب الملتزم، عندما حلل الدور الذي يجب أن يكون عليه الكاتب المعاصر، مشيرًا إلى أن هدفه هو تأليف «الأدب التطبيقي العملي»،  إذ يشارك علنيًا في المجتمع المعاصر والتاريخ من أجل الالتزام وإلهام التغيير الاجتماعي. 
أدرك سارتر أن الغرض من المؤلف هو صنع التاريخ، باستخدام الكلمات بوصفها أدوات للعمل (سارتر عام 1988 ، كما وجد في بارون 2000). تناول هذا المفهوم أول مرة في عمله «ما الأدب؟» الذي نظر فيه إلى الخطاب بين التزام الفنان الخاص والعام في وقت يبدو أنه لا يمكن تصوره وغير قابل للوصول إلى الجمهور الذي لا يعرف الضرورة المتصورة للقراءة.
يربط سارتر الالتزام الأدبي الفني بالأخلاق والسياسة بطريقة يعتقد أنها تُصوِّر عرضًا تقديميًا عالميًا. يطالب بحرية الإنسان، ويرى أن الحرية هي الموضوع الرئيسي الوحيد للإنسان. بينما يمكن استخدام الادعاء المفاهيمي لتحديد أساس الأدب الملتزم. وتجدر الإشارة أيضًا إلى أن سارتر رأى اختلافًا واضحًا بين النثر والشعر، إذ يستخدم اللغة الإلزامية في «تحديد الأشياء»،  وليس الكتابة الملتزمة التي شكلت «الواقع وتحويله». 
رأى الأدب مرتبط بالسياسة، وبشَّر بحتمية أن يكون الكاتب الصادق ثوريًا إذا سرد مساره الثابت في السياسة. إن عمل سارتر بمثابة دعوة إلى «نصوص معارضة»، عمومًا، رأى الأدب الملتزم على أنه فن من المفترض أن يصل إلى الجماهير، متخليًا عن المسار الأدبي لجذب المثقفين الزملاء و«الانفصال العلمي». 

## المساهمات العلمية
من المهم أن نفهم أن سارتر ليس الفاهم الوحيد للأدب الملتزم الذي له قيمة ويعطي معنى للنوع وعلاقاته السياسية والثقافية، إذ يوجد علماء آخرون لديهم مفاهيم يقدمونها. قدم ساول بيل بيانًا شاملًا حول تعقيد الأدب الملتزم بوصفه نوعًا أدبيًا مشيرًا إلى صعوبة تعريف الروائي الأخلاقي أو الالتزامي.
في هذا الصدد، أعرب العديد من الباحثين الآخرين عن مفاهيمهم الخاصة التي تتجاوز التصور الفردي لسارتر. يحذر فيليبس من الافتراض المفرط في العدوانية للالتزام السياسي، ويدافع بدلًا من ذلك عن الالتزام الأدبي، مثل في «الهمس».  استكشف بنتلي مفهوم الالتزام، وأنه قد لا يحمل معنى للمؤلفين الفرديين، بل يصعب تحديد المفهوم مع الهويات المتقاطعة الجديدة والقضايا والتركيز الأدبي.  إضافةً إلى ذلك، يُعد الأدب الملتزم والعمل الأدبي الذي يستحضره، وفقًا لبارت، تحولًا للمفهوم غير الملموس إلى معنى، وهو استعارة نموذجية مذكورة مثل كيفية تحويل «الذاكرة إلى فعل مفيد». 
قدم جاك رانسيير أيضًا فهمًا إضافيًا لما يشكل أدبًا ملتزمًا، وعرّفه على أنه علاقة مختلفة وشعورًا بالوجود بين الكلمات ومجتمعات العالم والناس. كما ذكر أنه في «روح التحليل والتشكيك» روح تلك الكلمات المجنونة التي تساعد الاحتياجات العقلانية على إدارة السكان المتساوية.
كان الأدب الملتزم بوصفه أسلوب كتابة سياسيًا في المقام الأول عرضة لانتقادات كثيرة. من بين هذه كتابات كامو، الذي عُرف بانتقاده لفلسفة سارتر في الأدب الملتزم، ليكون فلسفة البر الذاتي والنشاط الأعمى دون اعتبار للواقع،  وبدلًا من ذلك، واصل كامو هذا الموقف في خطابه الذي ألقاه على جائزة نوبل للسلام، إذ أكد على أهمية فهم الكاتب، بدلًا من فرض الحكم.  وبالمثل، يجادل بلانشوت بأن الكاتب لا يتدخل في السياسة، لأن فهمه خائب الأمل، وأن دور الملحن يجب أن يكون أكثر ضعفًا. 
أثار جيمس رانجر انتقادات لصالح الأدب الملتزم بالقول إن النقد الأدبي والثقافي الممتص للذات يؤدي إلى الانغماس في الذات، ويقلل من قوة اللغة لتكون ذات دوافع سياسية مع القدرة على إحداث تغيير ثقافي،  ويدافع عن خطأ عزل الأدب عن الحياة العامة. على الرغم من أنه يعتقد أيضًا أن الالتزام السياسي مرتبط ارتباطًا حتميًا (لا ينفصم) بالسياسة، يدعو إنجل إلى تنشيط الأدب من طريق تكوين علاقة أعمق وذات مغزى مع القيم السياسية والثقافية. 